# WXYT
WXYT (CBS Sports Radio 1270) ist ein kommerzieller US-amerikanischer Hörfunksender aus Detroit (Michigan). Der Mittelwellensender auf der Frequenz 1270 kHz ist auf „Sports-Talk“ spezialisiert und gehört zu CBS Radio. Die Sendeanlagen befinden sich in der Ash Township im Monroe County und die Studios befinden sich in Southfield.
Die Station bedient den Radiomarkt Detroit-Windsor bzw. Südost-Michigan und Gebiete in Südwest-Ontario. Eine Besonderheit bei der Lizenzierung von WXYT ist, dass die Station zwar wie Clear-Channel-Stations mit 50 kW sendet, aber als „Class B“ lizenziert ist. Sie sendet auf einem für regionale Stationen vorgesehenen Bereich des Mittelwellenbandes mit direktionalen Antennen.
Die Federal Communications Commission (FCC) hat WXYT für hybride Ausstrahlung, analog und im HD Radio lizenziert.

## Geschichte
Die Station ging am 10. Oktober 1925 unter dem Rufzeichen „WGHP“ auf Sendung. Ihr Name leitete sich von ihrem ersten Besitzer, George Harrison Phelps, ab. Im Jahr 1930, während der Great Depression, wurde WGHP für 250.000 USD an John Kunsky und George Trendle verkauft. Die neuen Eigentümer änderten das Rufzeichen zu „WXYZ“. Der Sender gehörte 1934 zu den vier Gründungssendern des Mutual Broadcasting System, gegründet zunächst für den Austausch von Programmteilen zwischen den Stationen.
Am 1. Januar 1948 ging der eigenständige Ableger „WXYZ-FM“ auf 101,1 MHz auf Sendung, sendete aber bald darauf wieder das Programm von „WXYZ-AM“. In den 1960er Jahren übernahm Charles Fritz die Geschäftsführung und kaufte schließlich ABC den AM-Sender im Jahr 1984 ab. Er änderte das Rufzeichen zu „WXYT“ und brachte damit das erste reine Talk-Programm auf den Detroiter Markt.
Zu den bekanntesten Sendungen zählen der Lazy Ranch Boys Barn Dance, The Lone Ranger sowie The Green Hornet.

## Bekannte Mitarbeiter
- Mike Wallace (Ansager in den 1940er-Jahren)

## Belege
1. ↑  Latitude.to: GPS coordinates of WXYT (AM), United States. Latitude: 42.0232 Longitude: -83.3403. Abgerufen am 4. September 2017 (englisch).
2. ↑  CBS Sports Radio 1270. (cbslocal.com [abgerufen am 4. September 2017]).
3. ↑  https://www.fcc.gov/media/radio/map-display#appid=657235%26antsysid=78705%26call=WXYT%26freq=1270%26contour=0.5%26city=DETROIT%26state=MI%26fileno=BL-20030401CJP%26.map Signalausbreitung des Signals von WXYT nach den Daten der FCC, abgerufen am 4. September 2017
4. ↑  Station Search Details. Federal Communications Commission, abgerufen am 4. September 2017 (englisch).
5. ↑  Luther F. Sies: Encyclopedia of American Radio, 1920–1960. 2. Auflage. Band 1–2. McFarland & Company, Jefferson, North Carolina/London 2008, ISBN 978-0-7864-2942-4, S. 649.
6. ↑  https://www.britannica.com/topic/Mutual-Broadcasting-System
7. 1 2  Christopher H. Sterling, Cary O’Dell: The Concise Encyclopedia of American Radio. Routledge, New York/London 2010, ISBN 978-1-135-17684-6, S. 884 f.
8. ↑  Hillbilly-Music.com: hillbilly-music.com - The Lazy Ranch Boys Barn Dance. Abgerufen am 4. September 2017.